# George Tomkyns Chesney

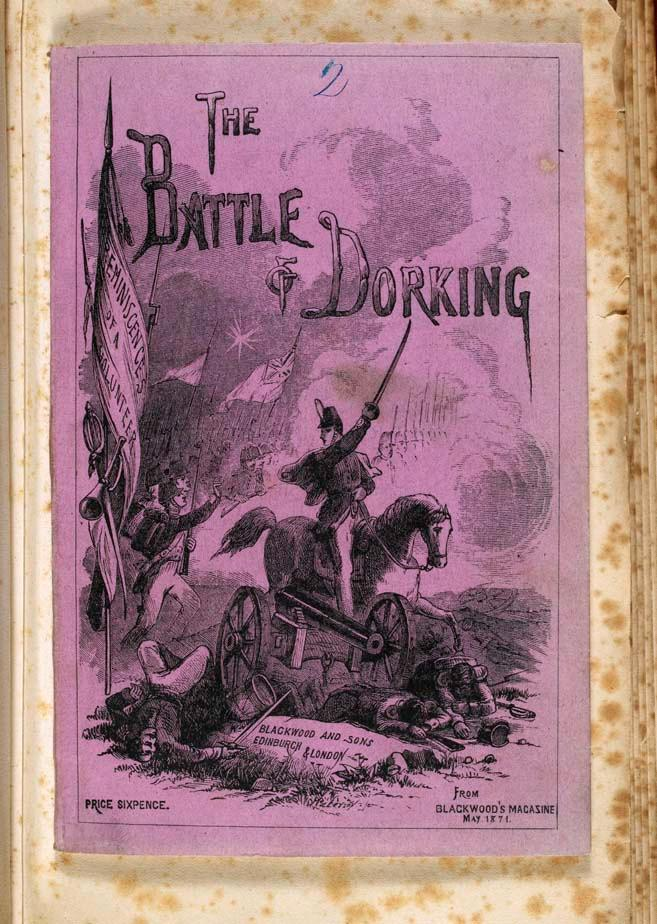
The Battle of Dorking, Roman von Chesney, 1871

Sir George Tomkyns Chesney (* 30. April 1813 in Tiverton; † 31. März 1895 in London) war ein britischer General, politischer Reformer und Autor. Bekannt wurde er durch seine einflussreiche Erzählung The Battle of Dorking von 1871, der eine Invasion Englands durch die Deutschen vor dem Hintergrund des Deutsch-Französischen Krieges beschreibt. Er ist ein früher Vertreter des Invasionsromans in England und der Military-Science-Fiction.

## Leben
Chesney kam aus einer anglo-irischen Familie. Er war der vierte und jüngste Sohn von Charles Cornwallis Chesney (1791–1830), einem Captain der bengalischen Artillerie, aus dessen Ehe mit Sophia Augusta Cauty (1799–1875). Er besuchte das Addiscombe Military Seminary in Croydon, eine Offiziersschule der East India Company, und war ab 1848 Second Lieutenant der Bengal Engineers. In Britisch-Indien war er als Pionieroffizier zunächst mit zivilen Bauaufgaben befasst und wurde 1854 zum Lieutenant befördert. Im Indischen Aufstand von 1857 nahm er an der Schlacht von Badli-ki-Serai teil und wurde bei der Belagerung und Stürmung von Delhi am 14. September schwer verwundet. In Anerkennung seiner Leistungen wurde er mentioned in despatches und zum Brevet-Major befördert. Nach Genesung von seiner Verwundung wurde er Leiter der Bauingenieursschule in Fort William in Kalkutta. Er war danach wieder mit Bauaufgaben in der Zivilverwaltung befasst und schrieb 1868 das Buch Indian Polity über die Kolonialverwaltung, das einige radikale Vorschläge enthielt (Vereinigung der verschiedenen Armeen und Straffung der föderalen Verwaltungsstruktur) und große Aufmerksamkeit fand. Er gründete das (zivile) Royal Indian Civil Engineering College in Staines-upon-Thames und war 1871 bis 1880 dessen Präsident. 1869 wurde er Lieutenant-Colonel, 1877 Brevet-Colonel, 1884 Colonel, 1886 Major-General, 1887 Lieutenant-General, 1890 Colonel-Commandant der Royal Engineers und 1892 General. 1886 bis 1892 war er militärischer Berater im Rat des Generalgouverneurs von Indien und setzte sich dafür ein, dass Inder in das Offizierskorps aufgenommen wurden, stieß aber auf den Widerstand des Oberkommandierenden der indischen Armee Frederick Roberts. Auch in anderen Fragen hatte er eine unabhängige Einstellung, so teilte er nicht die unter den britischen Militärs in Indien weitverbreitete Angst einer Invasion Indiens durch Russland. 1892 kehrte er nach England zurück, wurde dort als Abgeordneter für Oxford ins House of Commons gewählt und Vorsitzender des Komitees für Armeemitglieder im Parlament. Er amtierte auch zeitweise als Direktor der East Indian Railway Company und der Agra Bank. Er starb an einem Herzanfall und liegt in Englefield Green in Surrey begraben.
Zwischen der Gruppe der Traditionalisten (der Oberbefehlshaber George, 2. Duke of Cambridge, und in einer anderen Fraktion der Prince of Wales) und Reformer (die Fraktionen seines ehemaligen Vorgesetzten in Indien Frederick Roberts und des durch Kolonialkriege bekannten Wolseley) im viktorianischen Militär nahm er eine unabhängige Stellung ein. Er trat für eine kleine, professionelle britische Armee nach eigenen Vorbildern ein.
1891 veröffentlichte er eine Kritik des Kriegsministeriums (Confusing worth confounded at the War Office, wobei er John Miltons Verlorenes Paradies zitiert). Er wurde unter dem Eindruck der Probleme des Zweiten Burenkriegs 1900 nochmals postum in The Nineteenth Century veröffentlicht.
Er hatte hohes Ansehen als Experte für Militärverwaltung und 1898 benannte die Royal United Services Institution (RUSI) eine ihrer höchsten Auszeichnung nach ihm (Chesney Gold Medal), zuerst 1900 an Alfred Thayer Mahan verliehen.

## The Battle of Dorking
Chesney schrieb einige Romane und Kurzgeschichten (The Dilemma, The Private Secretary, The Lesters) und Beiträge für Literaturzeitschriften. Bekannt ist er für die 1871 in Blackwood´s Magazine zunächst anonym erschienene Erzählung von rund 100 Seiten  The Battle of Dorking, die das Genre der Invasionsromane in Großbritannien in der Zeit vor dem Ersten Weltkrieg begründete (siehe Spionageroman), mit dem Höhepunkt von War of the worlds von H. G. Wells 1898, bei dem Marsbewohner ebenfalls in Surrey landen. Teilweise waren dies auch Parodien auf Chesneys Buch. 
Die Erzählung schildert im Rückblick, wie eine unvorbereitete, unterfinanzierte und sich vor allem auf schlecht ausgebildete Freiwillige stützende britische Armee nach der Invasion eines überlegenen, entschlossenen, namenlosen (aber deutschsprachigen) Feindes im eigenen Land geschlagen wurde, mit einer Entscheidungsschlacht bei Dorking (Surrey). Zuvor war die Royal Navy durch eine Wunderwaffe (infernalische Maschinen) des Gegners geschlagen worden, der bei Harwich landete. Das britische Empire wurde anschließend zerschlagen; Kanada fiel an die USA, Indien und Irland wurden unabhängig, wobei als Folge ein Bürgerkrieg in Irland ausbrach. England wurde Provinz des namenlosen Reichs, das zudem auch Malta und Gibraltar übernimmt. Das Ganze wird aus der Sicht eines Veteranen der verlorenen Schlacht fünfzig Jahre später erzählt, mit einer eindringlichen Mahnung in den Eingangszeilen:

„You ask me to tell you, my grandchildren, something of my own share in the great events, that happened fifty years ago. Tis sad work turning back to that bitter page in our history, but you may perhaps take profit in your new homes from the lesson it teaches. For us in England it came too late. And yet we had plenty of warnings, if we had only made use of them. The danger did not come to us unawares. It burst on us suddenly, tis true, but its coming was foreshadowed plainly enough to open our eyes, if we had not been wilfully blind.“

„Ihr bittet mich, meine Enkel, euch etwas über meinen eigenen Anteil an den großen Ereignissen, die vor 50 Jahren stattfanden, zu erzählen. Es ist eine traurige Arbeit, sich diesen bitteren Seiten der Geschichte zuzuwenden, aber ihr, in eurer neuen Heimat, könnt vielleicht von den Lehren profitieren. Für uns in England kam es zu spät. Trotzdem, wir hatten eine Vielzahl an Warnungen, wenn wir sie nur genutzt hätten. Die Gefahr kam nicht zu uns nichtsahnenden. Sie platze plötzlich auf uns herein, das ist wahr, aber ihre Ankunft zeichnete sich klar genug ab, um unsere Augen zu öffnen – wenn wir nicht starrsinnig blind gewesen wären.“

Die Erzählung war ein großer Erfolg und verkaufte sich bei der Buchausgabe im Juni 1871 allein im ersten Monat 80.000 mal. Sie war von Chesney innerhalb kurzer Zeit geschrieben worden, um die Politik aufzurütteln, mehr in das Militär zu investieren, und wurde vom liberalen Premierminister William Ewart Gladstone angegriffen, der eine vorsichtige Außenpolitik betrieb und Militär- und Verwaltungsausgaben kürzen bzw. effizienter gestalten wollte. Von den Tories und anderen hingegen wurde der Erfolg des Buches in der Öffentlichkeit (und der des das Buch motivierenden Deutsch-Französischen Krieges von 1870/1) dankbar aufgegriffen, um Militärreformen zu fordern und es entspann sich eine öffentliche Debatte. Es erschienen auch viele Übersetzungen, darunter 1879 ins Deutsche (Englands Ende bei der Schlacht von Dorking).

## Ehrungen, Familie
Er wurde 1883 als Companion des Order of the Star of India (CSI), 1886 als Companion des Order of the Indian Empire (CIE) und 1887 als Companion des Order of the Bath ausgezeichnet und 1890 als Knight Commander des Order of the Bath (KCB) geadelt.
1855 heiratete er Annie Louisa Palmer und hatte mit ihr vier Söhne und drei Töchter. Er war der Bruder des Militärhistorikers und Colonels Charles Cornwallis Chesney, der auch an der öffentlichen Debatte im Anschluss an die Veröffentlichung der Schlacht von Dorking teilnahm. Sein Onkel war der General und Forschungsreisende Francis Rawdon Chesney.